# Volkskrieg (Maoismus)
Der Volkskrieg oder auch Langandauernder Volkskrieg (Chinesisch: 人民战争) ist eine maoistische Militärstrategie, die zuerst von Mao Zedong entwickelt wurde.

## Die Theorie des Volkskriegs
Das grundlegende Konzept des Volkskrieges ist es, einen starken Rückhalt in der Bevölkerung zu erhalten und den Gegner zu einem Kampf in möglichst weit von ihm entfernten Gebieten, in China etwa die ländlichen Regionen, zu zwingen, um seine Nachschubstrecken zu vergrößern, wo dann die bewaffnete Bevölkerung eine Mischung aus Guerilla- und Mobilkrieg nutzt und den Gegner langsam „ausbluten lässt“. So sollen die Städte allmählich vom Land aus eingekreist und dann erobert werden. Währenddessen wird auch innerhalb der Stadt verdeckt gearbeitet um die ländlichen Soldaten zu unterstützen und die Stadtbevölkerung zu agitieren.
Ein wichtiger Aspekt des Volkskriegs ist die Errichtung von „Stützpunkten“, in denen sich die Anwender der Strategie frei bewegen, handeln und sich im Fall eines Rückzuges zurückziehen können. Diese „Stützpunkte“ existieren aber nicht einfach in abgelegenen ländlichen Regionen als Versteck, sondern sind viel mehr ein Operationsgebiet, in dem es Menschen gibt, die für den Volkskrieg gewonnen werden sollten.
Nach Mao gibt es im Prozess des Volkskrieges und der Weltrevolution drei Momente: 1. strategische Defensive 2. strategisches Gleichgewicht 3. strategische Offensive. Er argumentiert, dass es je nach Zusammensetzung der Kräfte zu Wechseln zwischen diesen Phasen kommt, ein Volkskrieg entwickle sich nie geradlinig. Mao beschreibt die Möglichkeit einer vorübergehenden Phase des Gleichgewichts, welche dann wieder in die Phase der Defensive gedrängt werde, oder einem Beginn in der Offensive mit anschließenden Rückzug zur „Vorphase“ der Vorbereitung. Mao nennt diese Eigenschaft „gegenseitige Verzahnung“. Darüber hinaus sollen die Phasen nicht als rein militärische, sondern auch als politische Angelegenheiten angesehen werden. Die Volkskriegstheorie betont den politischen Prozess der Bildung einer Massenbewegung für den Sieg im revolutionären Prozess, es geht um eine „Verankerung einer Guerillabewegung in breite Bevölkerungsschichten“.
Auch wenn die Strategie des Volkskrieges für die Dritte Welt entwickelt wurde, gibt es maoistische Gruppen die von einem Volkskrieg in den Städten der Ersten Welt sprechen. Dabei werden Aspekte wie die Einkreisung vom Land oder die Errichtung von Stützpunkten verworfen und auf eine Stadtguerilla gesetzt.

## Die Anwendung des Volkskriegs
Die Strategie wurde beispielsweise von der KPCh im Chinesischen Bürgerkrieg, vom Vietcong im Vietnamkrieg, den Roten Khmer im Kambodschanischen Bürgerkrieg oder der LPRP im Laotischen Bürgerkrieg angewandt.
Die Revolutionäre Internationalistische Bewegung war die erste Organisation, die den Volkskrieg als universelle Militärtheorie des Maoismus und der proletarischen Revolution begriff. So wandte die Mitgliedspartei PCP-SL den Volkskrieg in Peru an und erlangte Kontrolle über große Teile des Landes, wurde aber nach der Verhaftung der Führung geschlagen.
Aus dieser Theorietradition des Marxismus-Leninismus-Maoismus begannen auch andere kommunistische Parteien mit der Anwendung der Volkskriegs. So beispielsweise die Communist Party of India (Maoist) die heute mit ihrer Armee, der People's Liberation Guerrilla Army eine treibende Kraft des Naxalitenaufstandes darstellt. Auf den Philippinen führt die New People’s Army der Kommunistischen Partei der Philippinen ebenfalls einen Volkskrieg.